# Hiéroglyphe égyptien C6
Le hiéroglyphe égyptien C6 (Anubis assis ou Oupouaout assis) est classifié dans la section C « Divinités anthropomorphes » de la liste de Gardiner ; il y est noté C6. Selon qu’il représente l’un ou l’autre son utilisation diffère.
| C7 |

| C7 |

## Anubis assis

### Représentation
Il représente le dieu Anubis sous forme cynocéphale assis. Il est translittéré Jnpw.

### Utilisation
| i | n · p | w | C6 |

| i | n · p | w | C6 |

## Oupouaout assis

### Représentation
Il représente le dieu Oupouaout sous forme cynocéphale (Canis lupus) assis. Il est translittéré Wp-wȝwt.

### Utilisation
| wp | N31 | t · Z2 | C6 |

| wp | N31 | t · Z2 | C6 |